# Verdrag van Misenum
Het Verdrag van Misenum (ook wel Pact of (Schijn)vrede van Misenum genoemd) was een vredesbestand dat in de zomer van 39 v.Chr. te Misenum werd gesloten tussen Gaius Iulius Caesar (Octavianus) (in naam van het Tweede Triumviraat) en Sextus Pompeius om een einde te maken aan de zeeblokkade van het Italische schiereiland tijdens de Siciliaanse opstand.
Door de opheffing van deze blokkade werd de graantoevoer van Rome weer veilig gesteld, maar het verdrag zou niet lang standhouden. Toen het verdrag werd verbroken, gaf Octavianus zijn rechterhand Marcus Vipsanius Agrippa opdracht een vlootbasis aan te leggen. Eerst werd in 37 v.Chr. een haven, de Portus Julius, aangelegd tussen Baiae en Puteoli, iets verderop aan de Baai van Napels. Omdat deze echter last had van verzanding, werd een nieuwe grote vlootbasis aangelegd bij Misenum, waarheen de vloot in 12 v.Chr. werd overgebracht. De natuurlijke baai was uitgebreid en van kades voorzien en was verder beschermd door de aanleg van een pier.